# James Moncreiff (1er baron Moncreiff)
Pour les articles homonymes, voir Moncreiff.
James Moncreiff (29 novembre 1811 - 27 avril 1895) est un avocat et homme politique écossais.

## Biographie
Il est né le 29 novembre 1811 d'Ann, fille de George Robertson, et de James Wellwood Moncreiff (9e baronnet) (en), juge écossais. Il est né dans la maison de ville de ses parents à Édimbourg, au 13, rue Northumberland .
Il fait ses études au Edinburgh High School puis étudie le droit à l'Université d'Édimbourg et est admis à la Faculté des avocats en 1833. Il est nommé solliciteur général de l'Écosse en 1850 et Lord Advocate de 1851 à 1852, de 1852 à 1858, de 1859 à 1866 et de 1868 à 1869. Il est doyen de la Faculté des avocats de 1858 à 1869. Il est nommé Lord Justice Clerk de 1869 à 1888.
Il est conseiller privé en 1869 et recteur de l'Université de Glasgow de 1868 à 1871 et obtient les diplômes de LLD des universités d'Édimbourg et de Glasgow.
Il est député de Leith Burghs de 1851 à 1859, d'Édimbourg de 1859 à 1868 et des universités de Glasgow et d'Aberdeen en 1868. Au cours d'une longue carrière au Parlement, Moncreiff guide l'adoption de plus de 100 lois et son nom est associé à la réforme de la procédure judiciaire et du droit commercial. En tant que Lord avocat, il est engagé comme procureur dans des affaires importantes, notamment les procès de Madeline Smith, Wielobycki et des directeurs de la banque occidentale. En 1856, il défend l'Ecossais dans l'action en diffamation soulevée par Duncan McLaren, l'un des membres de la municipalité d’Édimbourg.
En janvier 1857, Moncreiff reçoit la citoyenneté de sa ville natale pour le rôle qu'il joue à l'égard de la Municipal Extension Act. En 1859, il est nommé lieutenant-colonel commandant de la toute nouvelle brigade de volontaires d'Édimbourg (la 1re compagnie est recrutée parmi les avocats d'Édimbourg) - le premier corps de volontaires de fusiliers d'Écosse. Il occupe ce poste jusqu'en 1873, date à laquelle il est nommé colonel honoraire ,. En 1860, il aide à passer le projet de loi de l'impôt sur les rentes, un sujet dans lequel, comme un homme d'église libre, il prend un intérêt étroit, et l'année suivante, il porte le projet de loi majeur relatif aux écoles paroissiales. En 1861, il est engagé comme principal conseil pour la défense de Sir William Johnston, l'un des directeurs de la banque d’Édimbourg et de Glasgow, et en 1863-4, il est avocat dans la célèbre affaire Yelverton .
Pendant 19 ans, Lord Moncreiff occupe le siège judiciaire, présidant les procès devant le tribunal judiciaire de Chantrelle (1878), les directeurs de la City of Glasgow Bank (1878), les dynamitards (1883) et les crofters (1886).
Extrajudiciairement, Moncreiff s'occupe de nombreuses autres affaires. En tant que conférencier, il est très sollicité et prononce de nombreux discours à Édimbourg et à Glasgow sur des sujets d'intérêt littéraire, scientifique et politique à la Philosophical Institution, à la Royal Society, à la Juridical Society, à la Scots Law Society et à d'autres organismes. Moncreiff publie également anonymement en 1871 un roman intitulé Une visite à mon cousin mécontent, qui est réimprimé, avec des ajouts, de Fraser's Magazine. Il collabore également fréquemment à la Edinburgh Review.
En 1858, Moncreiff reçoit le diplôme honorifique de LL.D. de l'Université d'Édimbourg. De 1868 à 1871, il est recteur de l'Université de Glasgow d'où il reçoit un deuxième doctorat honorifique de LL.D. en 1879, et en 1869, il est nommé membre du Conseil privé. Le 17 mai 1871, il est créé baronnet de Kilduff au Royaume-Uni. Le 1er janvier 1874, il est fait baron du Royaume-Uni; en 1878, il est nommé commissaire royal en vertu de la loi sur les institutions dotées (Écosse) et, en 1883, il succède à son frère comme 11e baronnet de Tullibole .
En 1870, il est élu membre de la Royal Society of Edinburgh son proposant est Charles Neaves (en). Il est président de la Société de 1879 à 1884.
En septembre 1888, Moncreiff démissionne du poste de Lord Justice Clerk et entreprend la préparation de ses mémoires qu'il écrit jusqu'à sa mort le 27 avril 1895.

## Famille
Le 12 septembre 1834, Moncreiff épouse Isabella Bell (décédée en 1881), fille unique de Robert Bell (1781-1861), procureur de l'Église d'Écosse, et shérif de Berwickshire et Haddingtonshire. Ils vivent au 47 Moray Place à l'extrémité ouest d'Édimbourg,.
Ils ont deux filles et cinq fils. Leur fils aîné Henry Moncreiff, siège à partir de 1888, en tant que Lord de la session. Francis Moncreiff devient le premier capitaine de la toute première équipe d'Écosse de rugby.